# Austrolimnophila (Phragmocrypta) recessiva
Austrolimnophila (Phragmocrypta) recessiva is een tweevleugelige uit de familie steltmuggen (Limoniidae). De soort komt voor in het Afrotropisch gebied.